# Lee Pace
Lee Grinner Pace (25 de març de 1979) és un actor estatunidenc. Va fer de Thrànduil el Rei dels Elfs en la trilogia The Hobbit, i del protagonista Joe MacMillan durant les quatre temporades de la sèrie d'AMC Halt and Catch Fire. També va fer de Roy Walker/el Bandit Emmascarat en la pel·lícula de 2006 The Fall. Pace ha aparegut en el Marvel Cinematic Universe com a Ronan l'Acusador, un paper que primer va fer en Guardians of the Galaxy i després a Captain Marvel. Ha aparegut en la saga Twilight, includoent The Twilight Saga: Breaking Dawn – Part 2.

## Filmografia

### Cinema
| Any  | Títol                                     | Paper                          | Notes        |
| ---- | ----------------------------------------- | ------------------------------ | ------------ |
| 2003 | Soldier's Girl                            | Calpernia Addams               |              |
| 2005 | The White Countess                        | Crane                          |              |
| 2006 | Història d'un crim                        | Richard Hickock                |              |
| 2006 | The Fall                                  | Roy Walker / The Masked Bandit |              |
| 2006 | The Good Shepherd                         | Richard Hayes                  |              |
| 2008 | Polarbearman                              |                                | Curtmetratge |
| 2008 | Miss Pettigrew Lives for a Day            | Michael Pardew                 |              |
| 2009 | A Single Man                              | Grant                          |              |
| 2009 | Possession                                | Roman                          |              |
| 2010 | When in Rome                              | Brady Sacks                    |              |
| 2010 | Marmaduke                                 | Phil Winslow                   |              |
| 2011 | The Resident                              | Jack                           |              |
| 2011 | Ceremony                                  | Whit Coutell                   |              |
| 2011 | 30 Beats                                  | Matt Roberts                   |              |
| 2012 | Lincoln                                   | Fernando Wood                  |              |
| 2012 | The Twilight Saga: Breaking Dawn – Part 2 | Garrett                        |              |
| 2012 | The Hobbit: An Unexpected Journey         | Thrànduil                      |              |
| 2013 | The Hobbit: The Desolation of Smaug       | Thrànduil                      |              |
| 2014 | Guardians of the Galaxy                   | Ronan l'Acusador               |              |
| 2014 | The Hobbit: The Battle of the Five Armies | Thranduil                      |              |
| 2015 | The Program                               | Bill Stapleton                 |              |
| 2017 | The Keeping Hours                         | Mark                           |              |
| 2017 | The Book of Henry                         | David Daniels                  |              |
| 2017 | Revolt                                    | Bo                             |              |
| 2018 | The Party's Just Beginning                | Dale                           |              |
| 2018 | Driven                                    | John DeLorean                  |              |
| 2019 | Captain Marvel                            | Ronan l'Acusador               |              |

### Televisió
| Any       | Títol                             | Paper                  | Notes                        |
| --------- | --------------------------------- | ---------------------- | ---------------------------- |
| 2001      | Law & Order: Special Victims Unit | Benjamin Tucker        | Episodi: "Guilt"             |
| 2003      | Soldier's Girl                    | Calpernia Addams       | Pel·lícula de televisió      |
| 2004      | Wonderfalls                       | Aaron Tyler            | 13 episodes                  |
| 2007–2008 | Pushing Daisies                   | Ned                    | 22 episodes                  |
| 2014–2017 | Halt and Catch Fire               | Joe MacMillan          | 40 episodes                  |
| 2015      | The Mindy Project                 | Alex Eakin             | Episodi: "San Francisco Bae" |
| 2015      | Robot Chicken                     | Heinrich Himmler (veu) | Episodi: "Zero Vegetables"   |
| 2020      | Foundation                        | Brother Day            | 10 episodis                  |